# Martin Schütz (Volksmusiker)
Martin Schütz (* 24. Januar 1960) ist ein Schwyzerörgelispieler und Komponist aus dem Schweizer Kanton Bern. Er spielt vorwiegend im Bernerstil des traditionellen Ländlers.

## Wirken
Schütz’ wohl bedeutendste Eigenkomposition ist ein Schottisch und heisst Der Chines. Die Melodie ist chinesisch geprägt, hat aber größtenteils typisch-schweizerische Elemente.
Er war ein langjähriges Mitglied der heute nicht mehr offiziell bestehenden Ländlerbuebe Biel, auch Schwyzerörgeliquartett Biel genannt.
1998 gründete er eine neue Ländlerkapelle unter dem Namen Bumerang. Seine Mitspieler sind ehemalige Musikschüler von ihm. Das sind Wally Schneider aus Koppigen, Chrigu Freiburghaus aus Murten, Christian Wyss aus Zürich und Stefan Schwarz aus Lommiswil. Wie schon bei den Ländlerbuebe Biel pflegt Schütz auch hier zu experimentieren, ohne den traditionellen Ländler zu vernachlässigen. Die 5 Musikanten nahmen auch Schlager, Hits, Blues, Chansons, russische Volkstänze und Stimmungsmusik mit oder ohne Gesang ins Repertoire. Neben den in der Ländlermusik üblichen Instrumenten Schwyzerörgeli, Akkordeon und Klavier wird je nach Stilrichtung auch Gitarre, E-Bass und G-Banjo gespielt.

## Bumerang(Höhepunkte)
- Neben zahlreichen Radio- und Fernsehauftritten veröffentlichten sie drei Tonträger. So sind sie auch regelmässig im Musiksender Musikwelle 531 zu hören.
- Sie komponierten zum 75-jährigen Jubiläum des Lauberhornrennens in Wengen einen Titelsong und durften diesen am Event 2005 uraufführen.
- Sie hatten Auftritte am Relaunch der vorgenannten DRS-Musikwelle sowie am Unspunnenfest 2006.
- Im Rahmen des 5. Swiss Cheese Awards wurden sie angefragt, einen Titelsong zu komponieren. Dieser ist an der Preisverleihung dieser Veranstaltung in Huttwil aufgeführt worden.